# ۴۱۷ (پیش از میلاد)
۴۱۷ (پیش از میلاد) ۴۱۷مین سال قبل از تقویم میلادی است.